# Arrondissement Segré
Arrondissement Segré je francouzský arrondissement ležící v departementu Maine-et-Loire v regionu Pays de la Loire. Člení se dále na 5 kantonů a 61 obcí.

## Kantony
- Candé
- Châteauneuf-sur-Sarthe
- Le Lion-d'Angers
- Pouancé
- Segré